# Raveniola ornata
Espèce
Raveniola ornata est une espèce d'araignées mygalomorphes de la famille des Nemesiidae.

## Distribution
Cette espèce se rencontre au Tadjikistan dans les monts Sanglok, Gazimailik, Vahsh Karatau et Panj Karatau et en Ouzbékistan dans les monts Babatag,.

## Description
Le mâle holotype mesure 13,25 mm et la femelle paratype 19,85 mm.

## Systématique et taxinomie
Cette espèce a été décrite par Zonstein en 2024.

## Publication originale
- Zonstein, 2024 : « A revision of the spider genus Raveniola (Araneae, Nemesiidae). II. Species from Central Asia. » European Journal of Taxonomy, vol. 967, p. 1-185 (texte intégral).